# 佐谷宣昭
佐谷 宣昭（さたに のぶあき、1972年11月12日 - ）は、日本の実業家。パイプドHD株式会社創業者・代表取締役社長兼グループCEO。

## 人物・来歴
愛媛県今治市河南町生まれ。今治市立立花小学校、松山市立由良小学校（現松山市立興居島小中学校）を経て、1988年愛媛大学教育学部附属中学校卒業。1991年愛媛県立松山北高等学校卒業。1995年九州大学工学部建築学科卒業。都市計画を専攻し、修士課程修了後、指導教授の強い進めで博士課程に進学して、2000年九州大学大学院人間環境学研究科博士課程修了。坂井猛研究室出身。同年研究室の助教授の紹介でカレンから出資を受け、サハラ（現パイプドビッツ）設立、代表取締役就任。2005年パイプドビッツ代表取締役社長CEO。2015年パイプドHD代表取締役社長兼執行役員グループCEO、パイプドビッツ取締役。

## 著作
- 『パイプドビッツ～大手銀行でも導入されているwebデータ情報資産管理技術とは?～』起業家大学出版 2008年